# Sesbania sudanica
Sesbania sudanica är en ärtväxtart som beskrevs av Jan Bevington Gillett. Sesbania sudanica ingår i släktet Sesbania och familjen ärtväxter.

## Underarter
Arten delas in i följande underarter:
- S. s. occidentalis
- S. s. sudanica